# Reinhold Trampler
Reinhold Trampler (26 luglio 1877 – 21 dicembre 1964) è stato uno schermidore austriaco, vincitore di una medaglia d'argento nella scherma ai giochi olimpici.